# José Luis Villaseñor
José Luis Villaseñor Ríos (n. 1954) es un botánico y profesor mexicano. Realizó su licenciatura en biología en la UNAM. Es especialista en flora neotropical, con énfasis en la familia de las Asteraceae.

## Principales aportaciones
- Determinó que hasta el año 2003 se conocían 22,351 especies de plantas con flores en México.
- Ha estimado la riqueza de las plantas con flores en México en más de 29,000 especies, es decir, podrían faltar por conocer más de 6,000 especies.
- La familia de las compuestas (Asteraceae) es las más rica en el territorio de México, con 361 géneros y 3021 especies, de las que 1991 especies son endémicas del territorio de México.

## Lista parcial de publicaciones
- Panero, J. L. Villaseñor. 1997. New species of Asteraceae from Mexico and Bolivia. Brittonia
- -------------------, ----------------------. 1997. Tehuana calzadae (Asteraceae: Heliantheae) gen. et sp. nov. from the Pacific coast of Oaxaca, Mexico. Systematic Botany
- -------------------, ----------------------. 1997. New Taxa of Asteraceae from Southern Mexico. Brittonia 48: 566-573
- -------------------, ----------------------. 1997. A new species of Ageratina (Asteraceae: Eupatorieae) from Northwestern Oaxaca. Brittonia 48: 498-500
- j.l. Villaseñor. 2003. Diversidad y distribución de las Magnoliophyta de México. Interciencia 28 (3), 160-167

### Libros
- josé a. Villarreal, josé l. Villaseñor, rosalinda medina-Lemos 2008. Familia Compositae Tribu Helenieae. Flora de Veracruz 143. Editor Instituto de Ecología, y Centro de Investigaciones Tropicales, 70 pp. ISBN 970-709-114-2
- ----------------------------, ---------------------------, rosalinda l. Medina, jerzy Rzedowski, graciela c. de Rzedowski. 2006. Familia Compositae: Tribu Helenieae. Flora del Bajío y de regiones adyacentes 140. Editor Instituto de Ecología, Centro Regional del Bajío, 54 pp. ISBN 970-709-076-6
- ----------------------------, ---------------------------. 2005. Compositae, tribu Tageteae. Flora de Veracruz 135. Editor Instituto de Ecología, 67 pp. ISBN 970-709-066-9
- josé l. Villaseñor, francisco j. Espinosa g. 2004. Catálogo de malezas de México. Ediciones Científicas Universitarias Series. Editor Fondo de Cultura Económica, 448 pp. ISBN 968-16-5878-7
- ----------------------------. 2001. Catálogo de autores de plantas vasculares de México. Editor UNAM, 40 pp. ISBN 968-36-9091-2 en línea
- rosario redonda-Martínez, josé l. Villaseñor 1993. Flora Del Valle de Tehuacán-Cuicatlán. Listados florísticos de México 10. Edición ilustrada de Universidad Nacional Autónoma de México, 23 pp. ISBN 6070206371
- josé l. Villaseñor 1986. Revisión de Senecio sección Mulgedifoli (Compositae: Senecioneae. Editor UNAM, Facultad de Ciencias, 194 pp.